# Arrigo Barnabé
Arrigo Barnabè (Londrina, 14 settembre 1951) è un musicista, cantante e attore brasiliano.

## Biografia
È conosciuto al grande pubblico per la pubblicazione del suo primo album, Clara Crocodilo (1980), che è stato ricevuto come la più importante novità musicale dall'avvento del Tropicalismo. Nelle sue composizioni fonde elementi e tecniche proprie delle avanguardie musicali del XX secolo e testi feroci che descrivono la durezza della vita nella grande metropoli paulista. Ha reinventato il modo di utilizzare le serie di dodici toni, spostando il centro tonale delle canzoni con ripetizioni ritmiche convulse, in una strana miscela di elementi della musica di Arnold Schoenberg con quella di James Brown, comunque realizzando un'opera che si inserisce con naturalezza nella tradizione musicale brasiliana. Il suo nome è strettamente legato alla Vanguarda Paulista, movimento culturale sviluppatosi nella città di São Paulo nel periodo dal 1979 al 1985, i cui altri artisti di riferimento sono Itamar Assumpção, Luiz Tatit e Grupo Rumo, Premeditando o Breque e Lingua de Trapo. Nel corso della sua lunga carriera ha realizzato una dozzina di album, scritto numerose colonne sonore per il cinema, recitato in diversi film. Attualmente conduce un programma radiofonico intitolato Supertônica per l'emittente pubblica Radio Cultura FM.

## Discografia
- 1980  Clara Crocodilo
- 1984  Tubarões Voadores
- 1986  Cidade Oculta
- 1987  Suspeito
- 1991  Façanhas
- 1997  Ed Mort
- 1998  Gigante Negão
- 1999  A Saga de Clara Crocodilo
- 2003  Missa In Memoriam Arthur Bispo do Rosário
- 2007  Missa In Memoriam Itamar Assumpção
- 2008  Ao Vivo, em Porto (con Paulo Braga)
- 2012  Caixa de Ódio (O Universo de Lupicínio Rodrigues)
- 2014  De Nada Mais a Algo Além (con Luiz Tatit e Livia Nestrovski)
- 2014  Suite Claras e Crocodilos

## Filmografia
- 1981 - O Olho Mágico do Amor
- 1986 - Cidade Oculta
- 1986 - Nem Tudo É Verdade
- 1987 - Anjos da Noite
- 2002 - Desmundo
- 2012 - Luz nas Trevas